# Mohamed Chouikh
Pour les articles homonymes, voir Chouikh.
Mohamed Chouikh, né le 3 septembre 1943 à Mostaganem, en Algérie, est un acteur et réalisateur algérien.

## Biographie
Il commence sa carrière comme comédien au Théâtre national algérien (TNA) et joue aussi dans plusieurs films, dans les débuts du cinéma algérien des années soixante (L'Aube des damnés, Le Vent des Aurès et Les Hors-la-loi). Il écrit et réalise des téléfilms de long métrage pour la RTA (Radio télévision algérienne): L'Embouchure (1972-1974) et Les Paumés (1974),il s'oriente vers le grand écran avec La Citadelle (El kalaà) en 1988, histoire d'un homme naïf et amoureux, victime d'une société régie par des normes patriarcales.

## Famille
Il est marié à la réalisatrice Yamina Bachir-Chouikh et est père de Yasmine Chouikh, également réalisatrice.

## Filmographie

### En tant qu'acteur
- 1965 : L'Aube des damnés d'Ahmed Rachedi
- 1966 : Le Vent des Aurès de Mohammed Lakhdar-Hamina
- 1967 : Les Hors-la-loi de Tewfik Farès
- 1969 : Élise ou la Vraie Vie de Michel Drach, Arezki ; un ouvrier algérien, l'un des chefs clandestins du FLN
- 1975 : Nomades de Sid Ali Mazif
- 1978 : El Moufid de Amar Laskri
- 1990 : Cinématon #1446 de Gérard Courant

### En tant que réalisateur
- 1972 : Al-Massab
- 1982 : Rupture
- 1989 : La Citadelle
- 1993 : Youcef, la légende du septième dormant
- 1997 : L'Arche du désert
- 2005 : Douar de femmes
- 2011 : L'Andalou